# 中央統計局 (オランダ)

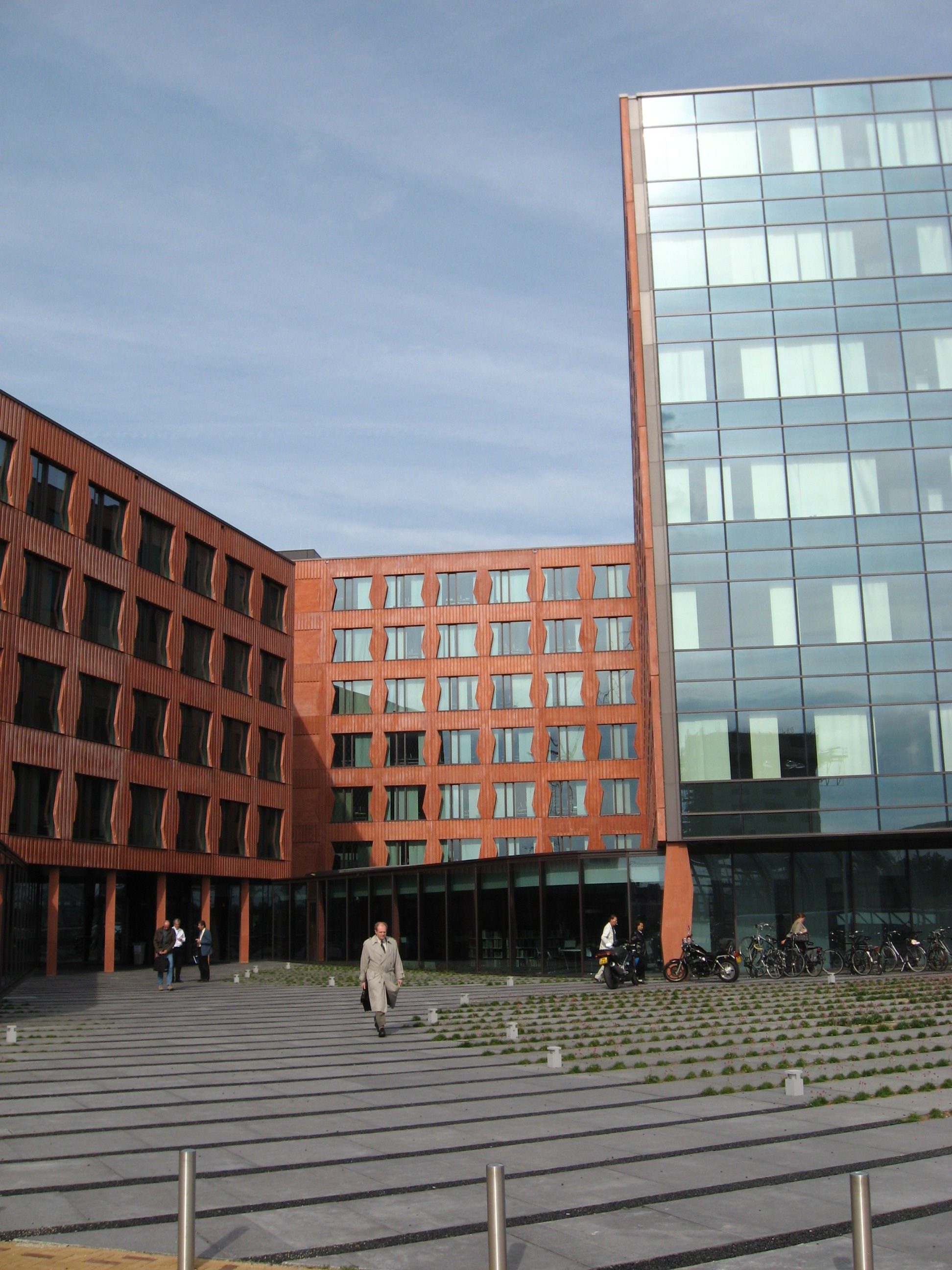
デン・ハーグにある庁舎 （2010年9月）

中央統計局 （ちゅうおうとうけいきょく、蘭：Centraal Bureau voor de Statistiek ）は、オランダ政府の統計機関。オランダでは、略してCBS（セー・ベー・エス）とすることが多い。日本では、国名を冠してオランダ中央統計局と表記することがある。

## 概要
オランダの中央統計局（蘭：セントラール・ビューロー・ヴォール・デ・スタティスティーク、Centraal Bureau voor de Statistiek ）は、1899年に設立された。2004年1月3日以降は、独立組織である「クアンゴ」となっている。経済省に属しており、庁舎はデン・ハーグとヘールレンにある。主に経済成長、消費者価格、個人・世帯の収入、人口、失業などの統計資料を収集している。
中央統計局は計画を遂行するが、その計画は中央統計委員会の承認を得る必要がある。この独立した委員会は、1996年制定の「中央統計局及び中央統計委員会に関する法律」（蘭：ヴェット・オップ・ヘット・セントラール・ビュロー・エン・デ・セントラーレ・コミスィー・ヴォール・デ・スタティスティーク、Wet op het Centraal bureau en de Centrale commissie voor de statistiek ）に従い、中央統計局の公平性、独立性、質的水準、妥当性、持続性を監視しなければならない。